# Simulium yahense
Simulium yahense es una especie de insecto del género Simulium, familia Simuliidae, orden Diptera.

## Distribución
Se distribuye por África occidental.

## Taxonomía
Fue descrita científicamente por Vajime & Dunbar, 1975.